# 波廷傑角
波廷傑角（英語：Pottinger Point），是南極洲的海岬，位於南設得蘭群島的喬治王島北岸，處於朗德角以東4公里，長約0.5公里，在1960年由英國南極名稱諮詢委員會命名，被國際鳥盟列為重點鳥區，是超過55,000雙南極企鵝的棲息地，現時由南極條約體系管理。